# Borgundabergets naturreservat
Borgundabergets naturreservat är ett naturreservat i Falköpings kommun och Skövde kommun i Västra Götalands län.
Naturreservatet bildades 2020 och omfattar 88 hektar. Det ligger nordväst om Borgunda och består av ett platåberg med gamla betesmarker och lövskog. I naturreservater går två vandringsleder. En röd 2,5 kilometer lång led och en blå 3,3 kilometer lång led går upp för de ca 70 m höga sluttningarna och runt bergets platå. Längs lederna finns fyra utsiktsplatser med utplacerade bord.

## Galleri

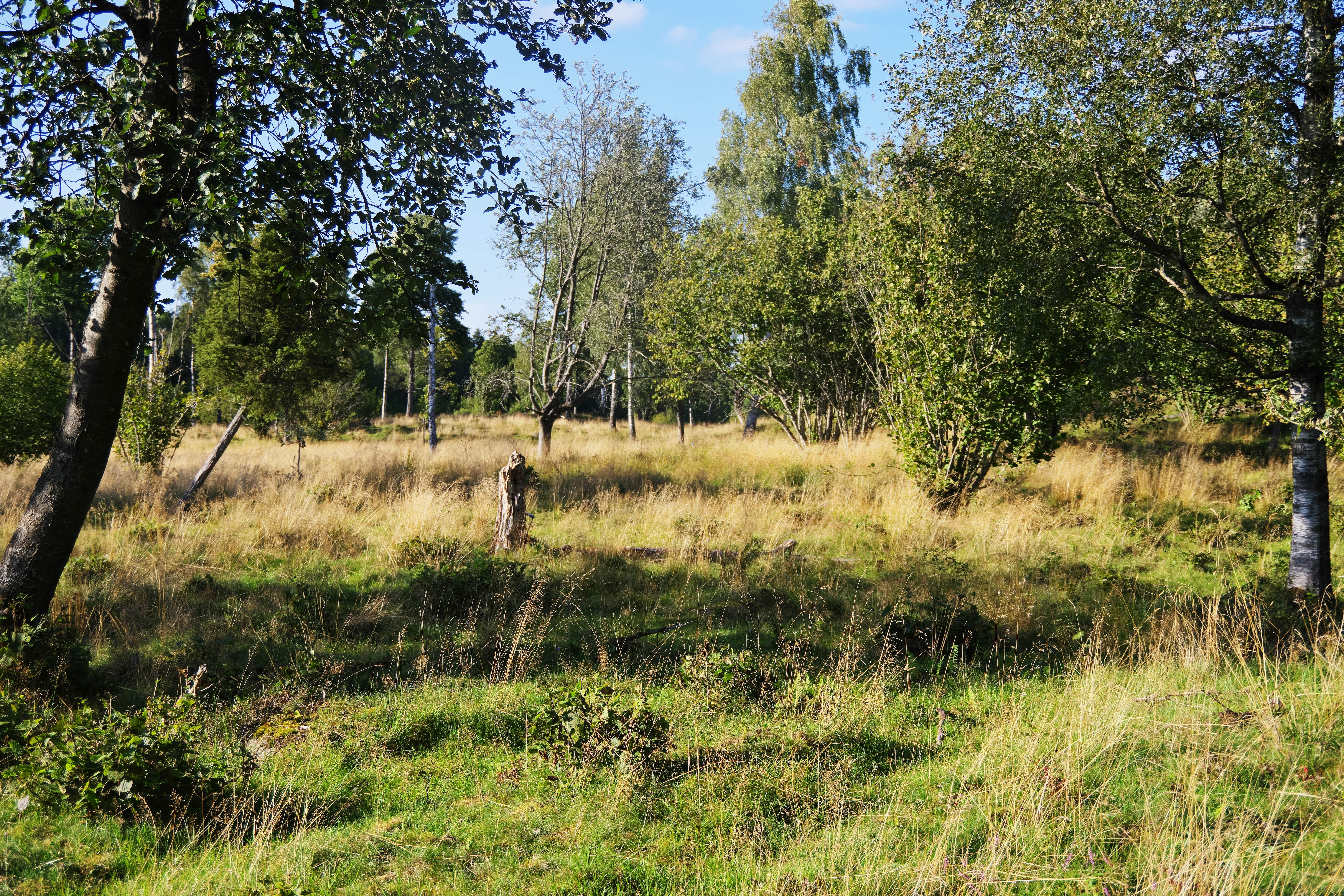
Borgundabergets platå består av betesmarker.
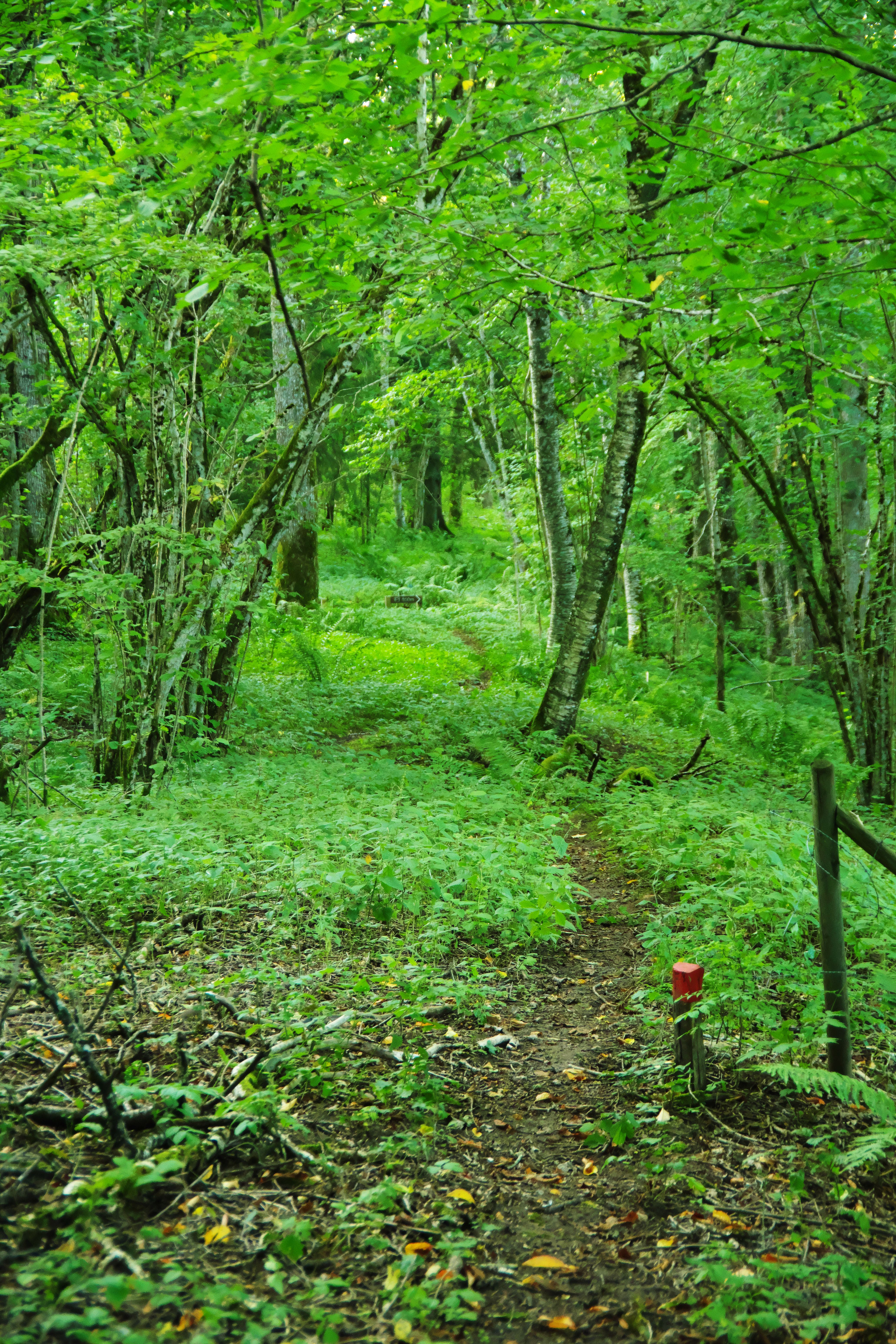
Sluttningarna är bevuxna av lövskog.
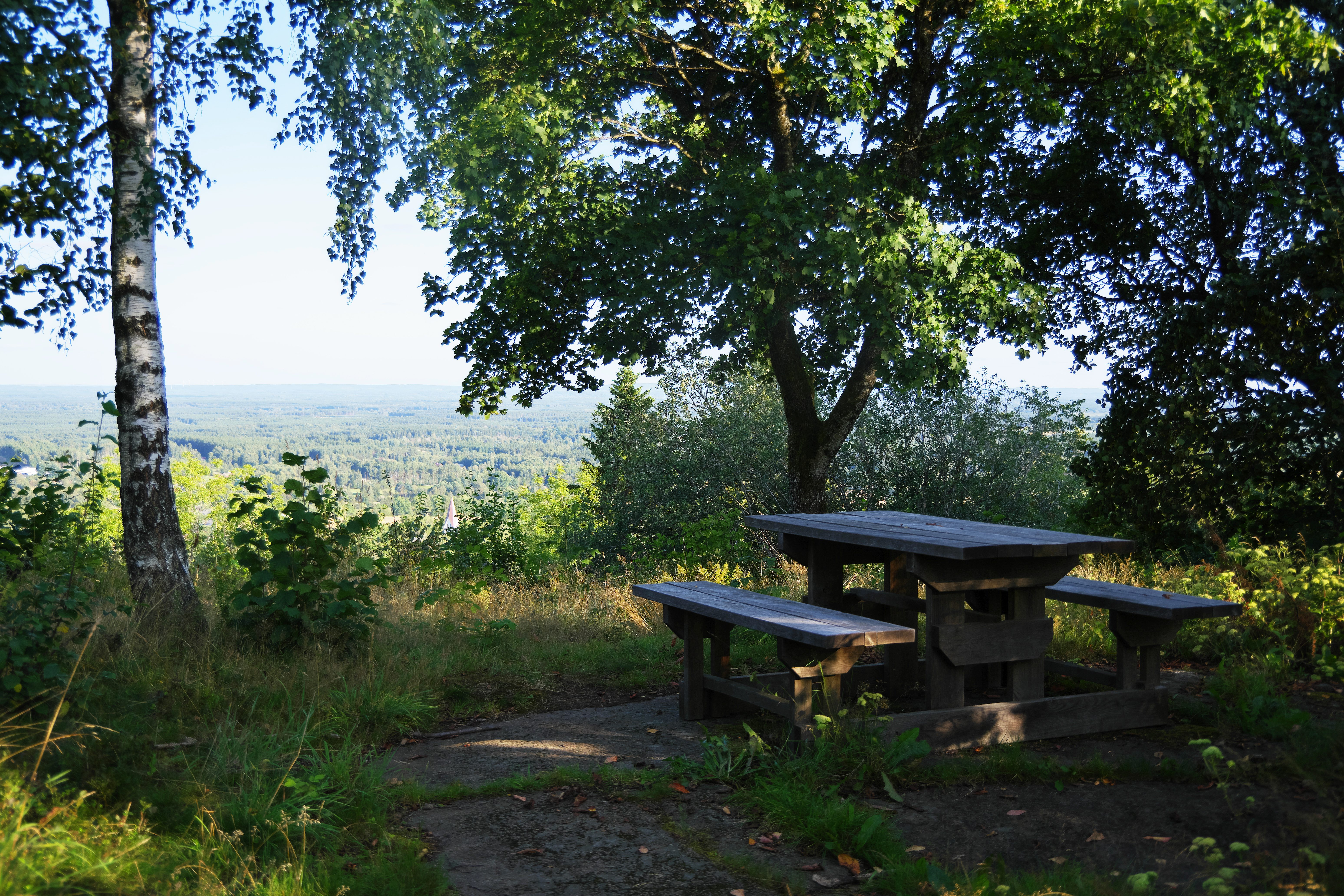
En av bergets fyra utsiktsplatser. Från denna plats går det att se bland annat Borgunda kyrka och Ålleberg.
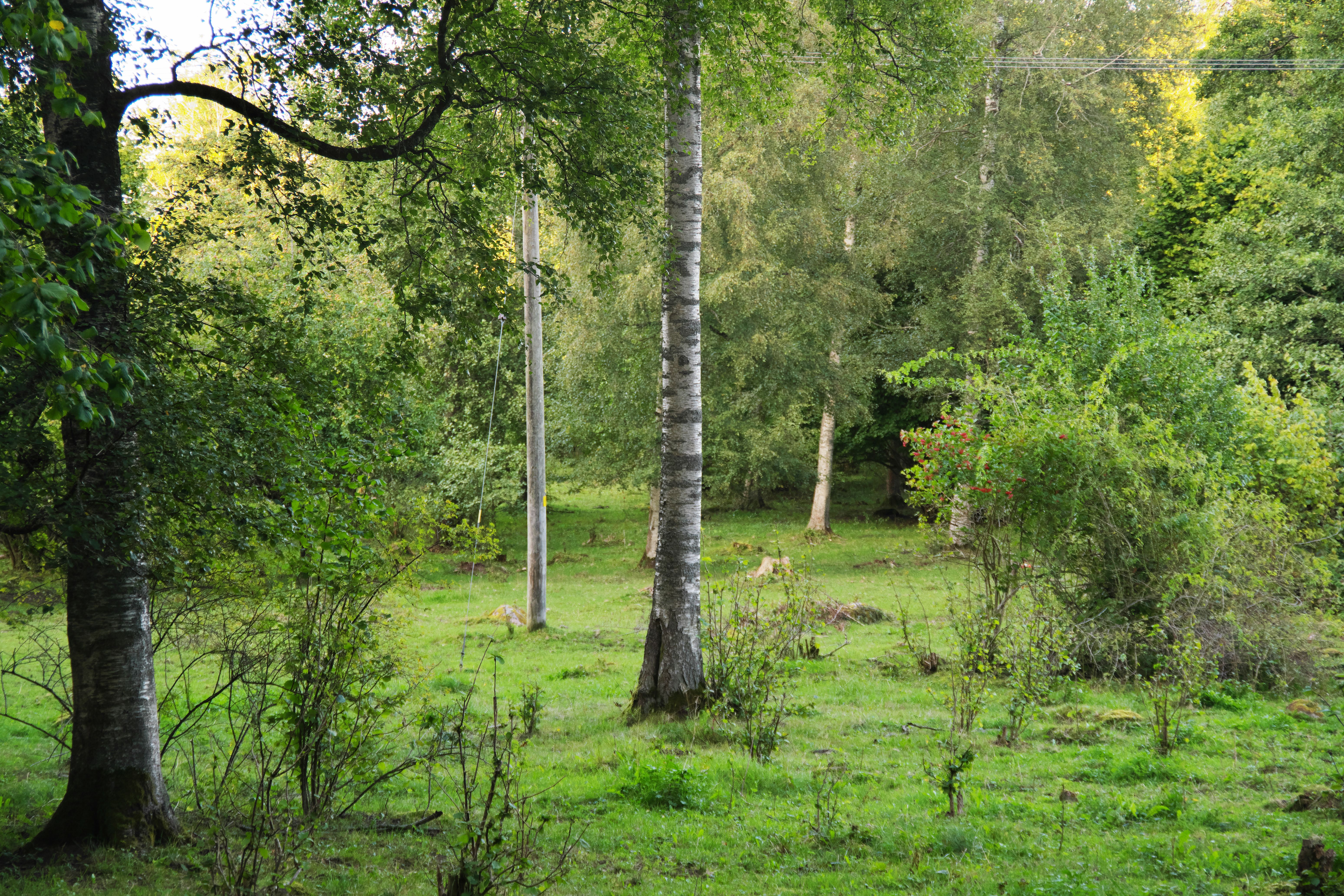
Bergets fot.
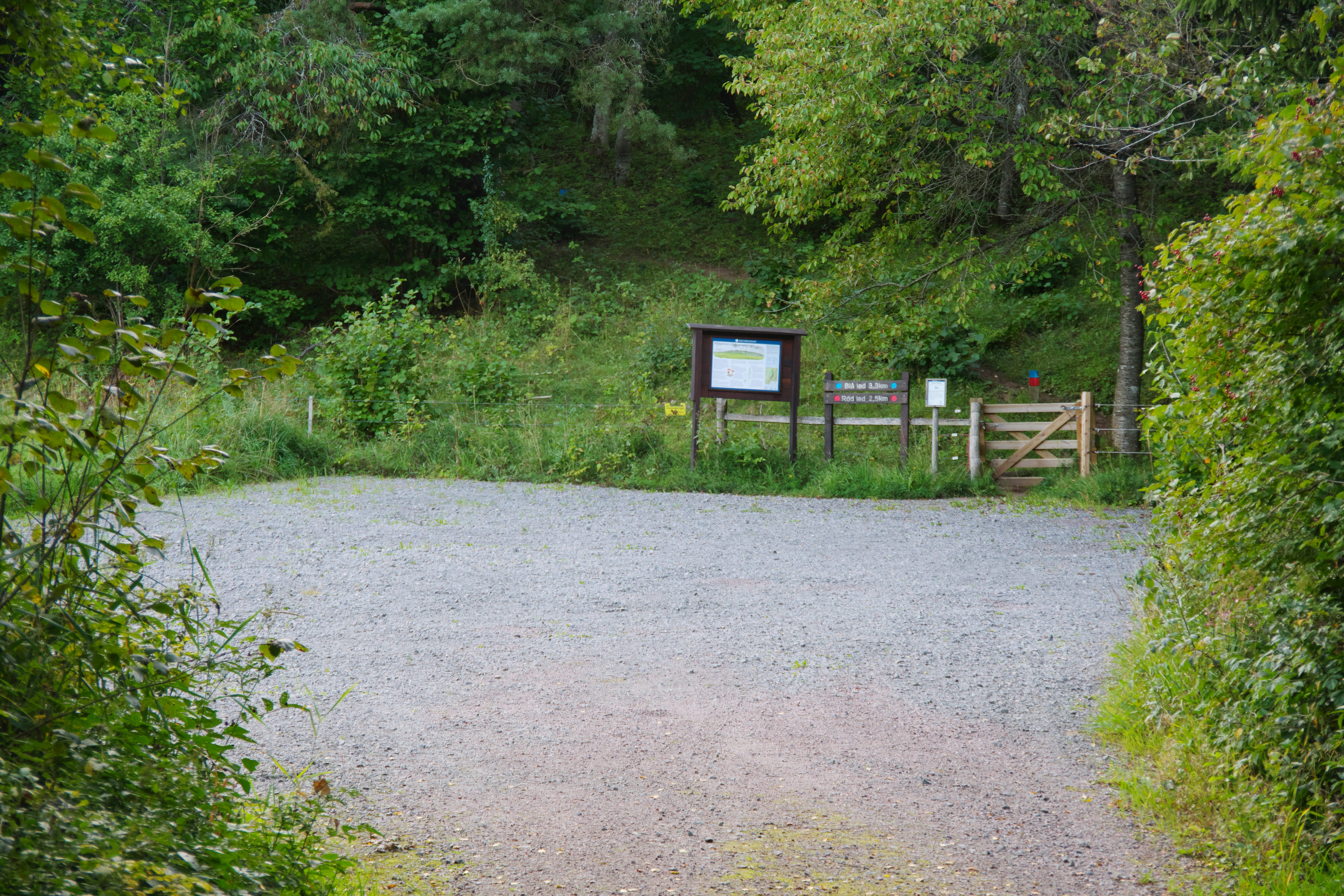
Parkerigen vid bergets fot i slutet av en 700 m lång oskyltad grusväg som börjar 100 m söder om borgundarondellen på riksväg 46.